# Cryptocephalus brunneovittatus
Cryptocephalus brunneovittatus är en skalbaggsart som beskrevs av Schaeffer 1904. Cryptocephalus brunneovittatus ingår i släktet Cryptocephalus och familjen bladbaggar. Inga underarter finns listade i Catalogue of Life.